# Milton William Cooper
Milton William „Bill“ Cooper (* 6. Mai 1943; † 5. November 2001 in Eagar, Arizona) war ein amerikanischer Sachbuchautor, Radiojournalist und Verschwörungstheoretiker.

## Leben
Bill Cooper war der Sohn eines Offiziers der US Air Force und wuchs an verschiedenen Luftwaffen-Stützpunkten in Übersee auf. 1961 verließ er die High School in Japan. Anschließend trat er der Air Force bei und wechselte 1965 zur Navy. Nach eigenen Angaben brachte er es bis zum Petty Officer. Im Vietnam-Krieg kommandierte er ein Patrouillenboot. Nach eigenen Angaben arbeitete er anschließend für den Geheimdienst der Marine. Nach seiner ehrenhaften Entlassung 1975 studierte er an einem Junior College in Kalifornien und war anschließend für verschiedene berufsbildende Schulen tätig.
Cooper behauptete später, er sei wiederholt davor gewarnt worden, über die Geheimnisse, die er beim Geheimdienst erfahren habe, öffentlich zu sprechen. Weil er sich geweigert habe, Stillschweigen zu bewahren, sei er zweimal von demselben Auto von der Straße gedrängt worden; bei dem zweiten Unfall habe er ein Bein verloren. Dies habe ihn aber nur darin bestätigt, die Wahrheit ans Licht zu bringen. Seit 1988 behauptete Cooper öffentlich, er verfüge über Dokumente, die die Anwesenheit von Außerirdischen auf der Erde und die Verschwörung beweisen würden, mit der die amerikanische Regierung dies vertusche. Diese Angaben entsprachen weitgehend Veröffentlichungen von Ufologen über das angebliche Majestic 12-Komitee, doch behauptete Cooper, seine Kenntnisse unabhängig davon bereits in den 1970er Jahren bekommen zu haben, als er angeblich für den Geheimdienst tätig war. Am 2. Juli 1989 erläuterte Cooper seine Thesen auf einem UFO-Kongress in Las Vegas.
1991 veröffentlichte Cooper sein Buch Behold a Pale Horse (der Titel zitiert Offb 6,8 ), das eine weite Verbreitung erfuhr. Darin fasste er diverse Vorwürfe und Spekulationen über UFOs, Regierungsverschwörungen, Geheimgesellschaften und Korruption zu einer hoch komplexen „Super-Verschwörungstheorie“ zusammen. Seit 1992 verbreitete er seine Sicht auch in der Radiosendung „Hour of the Time“, die von einem Kurzwellensender ausgestrahlt wurde. Seit den späten 1990er Jahren schloss er sich immer stärker dem Diskurs der rechtsextremen Milizbewegung an und behauptete, er spreche im Namen einer ansonsten unbekannten „Second Continental Army of the Republic (Militia)“. Der britische Religionswissenschaftler Nicholas Goodrick-Clarke bezeichnet Coopers ideologische Motivation als „anarcho-libertären Geist der Rebellion“.
1998 wurde ein Haftbefehl wegen Steuerhinterziehung gegen Cooper ausgestellt. Ab Herbst 2000 stand er auf der Liste der „Hauptflüchtlinge“ (major fugitives) des United States Marshals Service. Um Blutvergießen zu vermeiden, wurde der Haftbefehl nicht vollstreckt. Cooper hatte zuvor gedroht, sich nicht lebend fangen zu lassen. Im Herbst 2001 geriet er wegen einer anderen Angelegenheit in Konflikt mit dem Sheriff von Apache County: Er hatte einen Mitbürger von einem Stück Land verwiesen, das ihm gar nicht gehörte, war ihm bis nach Hause gefolgt und hatte ihn mit einer Schusswaffe bedroht. Daraufhin versuchten ihn Polizeibeamte in der Nacht auf den 6. November 2001 aus seinem Haus in Eagar, Arizona zu locken, um ihn festzunehmen. Cooper floh in einem Auto, die Beamten folgten ihm. Er tötete einen von ihnen mit einem Kopfschuss und wurde anschließend selbst erschossen.

## Theorien
Cooper verbreitete Verschwörungstheorien zu verschiedenen Themen. In seinen ufologischen Veröffentlichungen der späten 1980er Jahre deutete er an, dass die Trilaterale Kommission und die Delta Force ein wesentlicher Teil der Majestic 12-Verschwörung wären, wodurch seine Version der Verschwörungstheorie anschlussfähig für regierungsfeindliche Rechte wurde. Präsident Eisenhower habe 1954 mit außerirdischen Raumfahrern von der Beteigeuze einen geheimen Vertrag unterschrieben, der ihnen erlaube, in Area 51 und anderswo im Südwesten der Vereinigten Staaten gewaltige unterirdische Basen anzulegen und Menschen zu entführen. Dabei würden Implantationen vorgenommen, wovon angeblich bereits jeder 40. US-Bürger betroffen sei. Außerdem würden Konzentrationslager für „Patrioten“ vorbereitet, die sich einer Machtübernahme der Außerirdischen widersetzen würden; die CIA spiele bei alldem eine zentrale Rolle. Verteidigungsminister James V. Forrestal habe 1949 keinen Selbstmord begangen, sondern sei ermordet worden, weil er diese Informationen an die Öffentlichkeit habe bringen wollen. Geheimagenten im Vatikan hätten zudem herausgefunden, dass die damals noch geheime dritte der Prophezeiungen von Fátima, von denen er glaubte, sie wären das Werk von Außerirdischen, die Heraufkunft des Antichrist und die Endzeit beträfen. In einer Petition an den Kongress aus dem Jahr 1989 beschuldigte Cooper Präsident George H. W. Bush mit den Außerirdischen unter einer Decke zu stecken, und forderte die Bestrafung aller Mitwisser; jeder der sich weigere, an der Aufdeckung dieser Verschwörung mitzuhelfen, werde seiner gerechten Strafe zugeführt. Der amerikanische Politikwissenschaftler Michael Barkun sieht Parallelen zu den Drohungen in einem 1986 veröffentlichten Aufruf zum Steuerboykott aus Kreisen der rechtsradikalen Christian-Identity-Bewegung.
Sein Buch Behold a pale horse stellte nach Einschätzung der britischen Tageszeitung The Guardian ein „Manifest“ der rechtsextremen Milizbewegung dar. Goodrick-Clarke kennzeichnet es als „chaotischen Mischmasch von Verschwörungsmythen, durchsetzt mit abgedruckten Gesetzen, offiziellen Papieren, Berichten und anderem Quellenmaterial, das die drohende Aussicht auf eine Weltregierung zeigen sollte, die dem amerikanischen Volk gegen sein Willen und in offener Missachtung der Verfassung aufgezwungen werden würde“. In diesem Werk sammelt Cooper vermeintliche Indizien dafür, dass die Regierung der Vereinigten Staaten angeblich plane, mit Hilfe der Behörde für Katastrophenschutz, dem Federal Emergency Management Agency den Ausnahmezustand auszurufen und eine totalitäre Diktatur zu errichten. Deren Ziel sei es, den Wohlstand von den Massen auf die Eliten zu transferieren; unerwünschte Minderheiten wie Afroamerikaner, Hispanics und Homosexuelle sollten durch Krankheiten wie das angeblich künstlich erschaffene HI-Virus ausgerottet werden; Tabakfelder würden absichtlich mit radioaktivem Abfall besprüht, um Lungenkrebs auszulösen; in Bluemont, VA stehe eine unterirdische Stadt bereit, die die neue Hauptstadt werden solle; Patrioten und politisch rechts stehende Menschen warnte er vor einer bevorstehenden Verfolgung. Cooper druckte auch den Text der Protokolle der Weisen von Zion ab, einer antisemitischen Fälschung, mit der um 1900 eine jüdische Weltverschwörung glaubhaft gemacht werden sollte. So wie die Verschwörungstheoretiker Nesta Webster 1921 und William Guy Carr 1957 deutete er den Text aber um und betonte, statt „Jude“ solle man immer „Illuminat“ und statt „Goyim“ cattle, also „Vieh“ lesen. Die Illuminaten – in Wahrheit eine aufklärerische Geheimgesellschaft, die 1785 verboten worden war – seien viel älter als gemeinhin angenommen, ihr Gründer Adam Weishaupt (1748–1830) hätte lediglich ein „luziferisches Komplott“ aus dem Mittelalter wiederbelebt, nämlich die Verschwörung der Tempelritter. Als Beleg führte Cooper das Große Siegel der Vereinigten Staaten mit dem Motto Novus ordo seclorum, das er als „Neue Weltordnung“ übersetzte: Diese sei das Ziel der Illuminaten, die sie in ganz unterschiedlichen Geheimgesellschaften wie den Bilderbergern, der Trilateralen Kommission, dem Council on Foreign Relations, der Jesuiten, der Kommunisten und der Nazis versuchen würden zu etablieren: Eine unchristliche, supranationale und freiheitsfeindliche Weltregierung. Die Offenbarung dieser Weltdiktatur, verbunden mit kosmischen Ereignissen wie der Entstehung eines neuen Sterns namens Luzifer erwartete Cooper für das Jahr 2000.
Diese Verschwörungstheorie verband Cooper auf zweierlei Weise mit den Ufos: Zuweilen behauptete er, die Illuminaten hätten die Mär von den Fliegenden Untertassen 1917 erfunden, um die Menschen zu verängstigen und dadurch zum Gehorsam zu zwingen; dann wieder hieß es, die Außerirdischen wären real, Teil der Illuminatenverschwörung oder sogar in Wahrheit die treibende Kraft dahinter, da sie angeblich genetisches Material von Menschen zum Überleben benötigten. Der Kalte Krieg sei nur vorgespielt gewesen, da in Wahrheit auch die Sowjetunion zu der Verschwörung mit dem Ziel gehört habe, die „Neue Weltordnung“ zu errichten. Diese sei aus ökologischen Gründen notwendig, um die Zahl der Weltbevölkerung drastisch zu reduzieren und eine Besiedlung des Weltalls vorzubereiten. Obwohl Cooper wiederholt betonte, jeden Antisemitismus abzulehnen, gab er in Interviews einigen der von ihm beschriebenen bösen „grauen Außerirdischen“ erkennbar jüdische Züge; dadurch und indem er wiederholt betonte, Juden seien Teil der von ihm beschriebenen Verschwörung, machte er seine Spekulationen anschlussfähig für Antisemiten.
Ab 1995 revidierte Cooper diese ufologischen Ansichten und meinte nun, UFO-Verschwörungstheorien und Science-Fiction-Filme würden von der „globalen Elite“ instrumentalisiert, um die souveränen Staaten so zu erschrecken, dass sie sich einer Weltregierung unter Führung der Vereinten Nationen unterordnen würden. Nun polemisierte er in erster Linie gegen die amerikanische Regierung: Die Einkommensteuer sei ungesetzlich, an dem Terroranschlag von Oklahoma seien Regierungsbeamte beteiligt gewesen, Präsident Bill Clinton sei ein sozialistischer Illuminat, der es auf ihn persönlich abgesehen habe.
Kurz vor seinem Tod verbreitete Cooper auf seiner Website Verschwörungstheorien zum 11. September 2001. Da von den Anschlägen auf das World Trade Center und das Pentagon nicht die arabische Welt profitiere, sondern seiner Spekulation nach die Bush-Familie, die Ölindustrie, der militärisch-industrielle Komplex, die Vereinten Nationen und Israel, sei es wahrscheinlich, dass die auch dahinter stecken würden: Ihr Ziel sei es, den nationalen Notstand zu instrumentalisieren, um eine „Tyrannei im Namen der Sicherheit“ zu errichten.

## Rezeption
Nach seinem gewaltsamen Tod wurde von dem der White-Power-Bewegung nahestehenden Webcast-Moderator Hal Turner und anderen Rechtsextremen die Verschwörungstheorie verbreitet, die Mitarbeiter des Sheriffs hätten Cooper absichtlich umgebracht, um ihn zum Schweigen zu bringen. Ufologen äußerten sich zurückhaltender, da Cooper ihre Spekulationen kurz zuvor für eine Lüge der Illuminaten erklärt hatte. Außerhalb der Vereinigten Staaten werden seine Thesen von den rechten Esoterikern David Icke und Jan Udo Holey alias Jan van Helsing rezipiert, die in ihren Werken ganze Passagen aus Behold a pale horse wörtlich übernehmen.
Auch Cooper selbst wird verschiedentlich dem Rechtsextremismus zugeordnet. Hubert Michael Mader von der österreichischen Landesverteidigungsakademie nennt ihn einen rechtsextremen Aktivisten, der aktiv gegen indigene Landrechtsansprüche kämpfte und dazu aufrief, den Genozid an den indianischen Nationen fortzusetzen.